# Казаково (Молодотудское сельское поселение)
Казаково — опустевшая деревня в Оленинском муниципальном округе Тверской области.

## География
Находится в юго-западной части Тверской области на расстоянии приблизительно 29 км на север-северо-восток по прямой от административного центра округа поселка Оленино на левом берегу речки Тудовка.

## История
Деревня была отмечена ещё на карте Менде (состояние местности на 1848 год). В 1859 году здесь (деревня Ржевского уезда) было учтено 5 дворов, в 1941 году — 14. До 2019 года входила в состав ныне упразднённого Молодотудского сельского поселения.

## Население
Численность населения: 63 человека (1859 год), 2 (русские 100 %) в 2002 году, 0 в 2010.